# Sommeri
Sommeri (toponimo tedesco) è un comune svizzero di 549 abitanti del Canton Turgovia, nel distretto di Arbon.

## Storia
Il comune di Sommeri è stato istituito nel 1967 con la fusione dei comuni soppressi di Niedersommeri e Obersommeri.

## Società

### Evoluzione demografica
L'evoluzione demografica è riportata nella seguente tabella:
Abitanti censiti

## Amministrazione
Ogni famiglia originaria del luogo fa parte del cosiddetto comune patriziale e ha la responsabilità della manutenzione di ogni bene ricadente all'interno dei confini del comune.